# Madonna Poldi Pezzoli
La Madonna Poldi Pezzoli o Virgen con el Niño dormido es una pintura al temple sobre lienzo de Andrea Mantegna, fechada alrededor de 1490-1500, después del viaje del pintor a Roma. Fue comprada de la colección de Giovanni Morelli por Gian Giacomo Poldi Pezzoli poco después de la década de 1850 y se encuentra actualmente en el Museo Poldi Pezzoli de Milán. Fue restaurada en 1863 por Giuseppe Molteni, que añadió un barniz que con el tiempo ha amarilleado.
Pertenece a un grupo de Madonnas de pequeño formato del pintor, producidas para la devoción privada. Como en Virgen con el Niño dormido (Berlín) y Virgen con el Niño (Bérgamo), la Virgen está tocando el rostro de su hijo con el suyo, una pose extraída de Donatello, particularmente su Madonna Pazzi. Su expresión es pensativa y melancólica, quizás presagiando la Pasión de su hijo - la tela blanca que rodea al pequeño prefigura el futuro sudario.